# Kostelní Bříza (tvrz)
Kostelní Bříza je zaniklá tvrz ve stejnojmenné vesnici u Březové v okrese Sokolov. Stávala ve čtrnáctém a patnáctém století severovýchodně od kostela svatého Petra a Pavla a dochovalo se po ní tvrziště, které je chráněno jako kulturní památka ČR.

## Historie
Písemné prameny o nejstarším panském sídle v Kostelní Bříze se nedochovaly. Jeho existenci dokládá pouze přídomek na Pirku používaný Osvaldem Planknárem roku 1444 a tvrziště, na kterém byly nalezeny zlomky keramiky ze čtrnáctého a patnáctého století. Samotná vesnice patřila ve čtrnáctém století k leuchtenberským lénům a ve druhé polovině čtrnáctého století byla rozdělena na dvě části, z nichž jedna tvořila část plikenštejnského panství. Tvrz vznikla nejspíše koncem čtrnáctého století. Později se majiteli vesnice stali Štampachové ze Štampachu, v jejichž majetku se připomíná vesnice v roce 1479.

## Stavební podoba
Z tvrze se dochovalo oválné tvrziště o rozměrech 18 × 14 metrů, které převyšuje okolní terén asi o 1,5 metru. Jediným pozůstatkem opevnění je náznak příkopu na severní straně, zatímco východní strana byla poničena výstavbou hřbitovní zdi.